# Michel Desjoyeaux
Pour les articles homonymes, voir Famille Desjoyeaux.

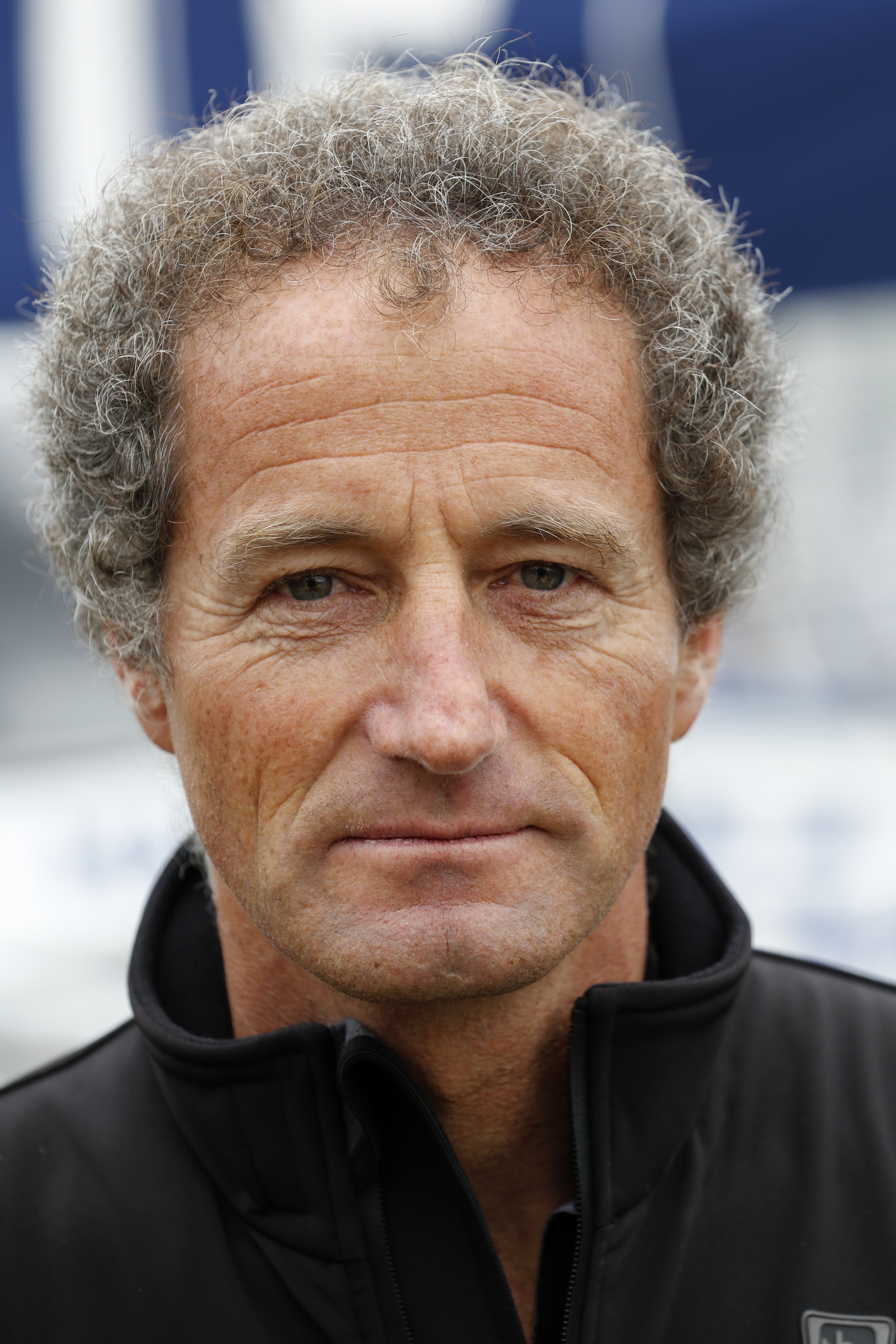
Michel Desjoyeaux au Havre en 2013.

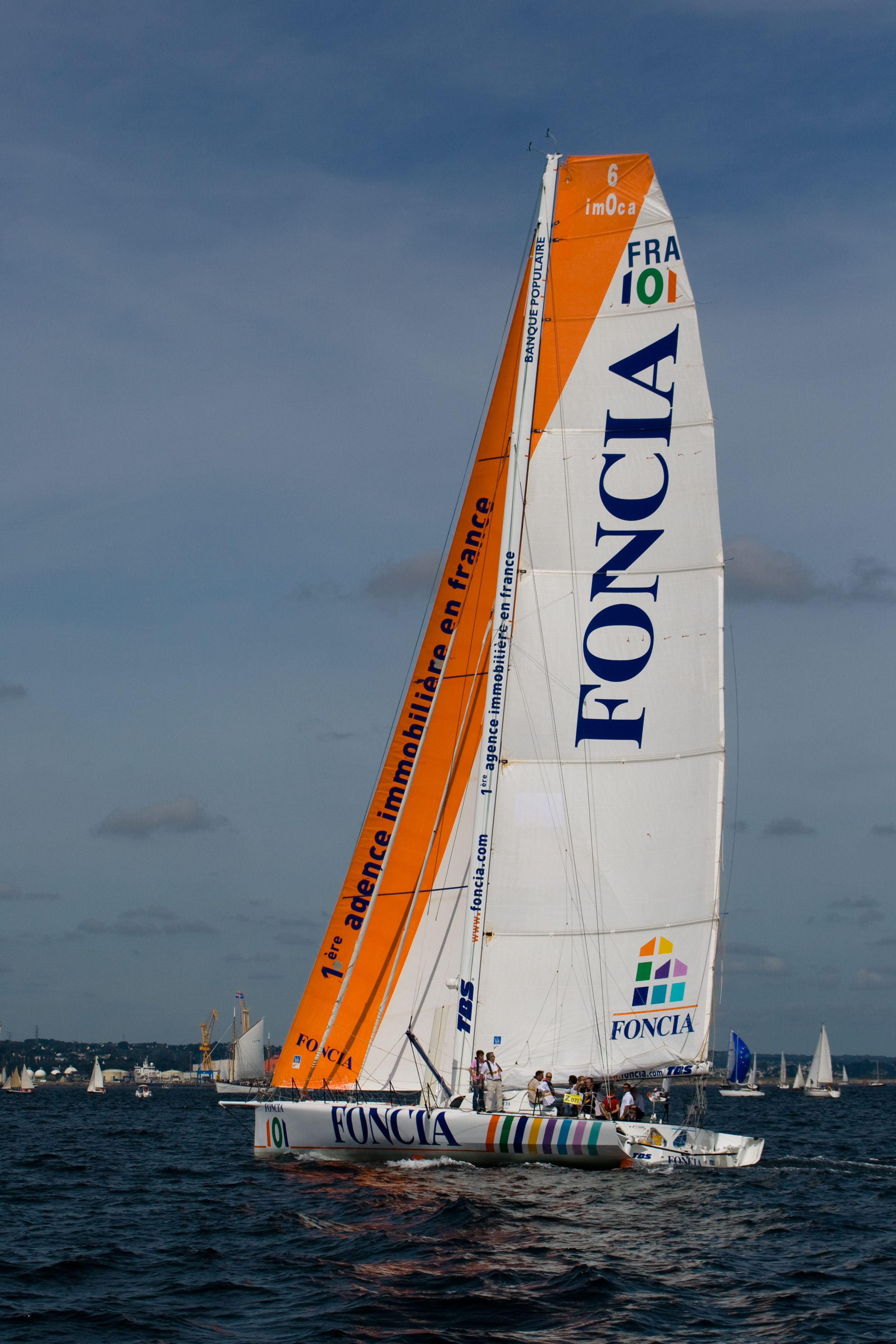
Foncia, le bateau sur lequel Michel Desjoyeaux remporte le Vendée Globe 2008-2009.

Michel Desjoyeaux, surnommé « le Professeur », est un navigateur français, né le 16 juillet 1965 à Concarneau, Finistère. Avec plus de vingt-cinq victoires à son actif, dont trois victoires dans la Solitaire du Figaro ainsi qu'un doublé dans le Vendée Globe (2000-2001 et 2008-2009) qu'il est le seul marin à avoir réalisé, Michel Desjoyeaux est l'un des navigateurs en solitaire les plus titrés.
Il s'entraîne à La Forêt-Fouesnant, près du Centre d'entraînement national pour la course au large. Il a fondé, au printemps 1999, une écurie de course au large, Mer agitée.

## Biographie

### Jeunesse en Bretagne et premières courses
Né le 16 juillet 1965 en Bretagne, à Concarneau dans le Finistère, Michel Desjoyeaux est le dernier né d'une fratrie de sept enfants. Il grandit dans un milieu passionné par la construction navale et par la navigation. Son père Henri Desjoyeaux a contribué à la fondation de l'école de voile Les Glénans, qui a joué un rôle dans la démocratisation de la pratique de la voile en France. Il a aussi participé à la naissance du port de plaisance de Port-la-Forêt. Michel Desjoyeaux passe son enfance à proximité de la mer et de l'entreprise familiale d'entretien et de réparation de bateaux,,. Parmi les amis de la famille, se trouve le futur navigateur Jean Le Cam. En 1983, il participe régulièrement aux régates d'hiver à Concarneau et y rencontre Roland Jourdain, d'un an son aîné, qui a en tête de participer à la mini transat. Sur le chantier de son père, Michel aide Roland à mettre au point son bateau pour la course. C'est l'occasion pour Michel d'étudier en détail la structure d'un voilier conçu pour la course au large,. En 1985, à 20 ans, il embarque comme équipier sur le catamaran de Philippe Jeantot qui remporte la course de l'Europe. Quelques mois plus tard, avec Roland Jourdain, il fait sa première course autour du monde, dans l'équipage d'Éric Tabarly, sur Côte-d'Or, lors de la Whitbread 1985-1986. En 1985-1986, Michel Desjoyeaux participe aussi au Tour de France à la voile, où il remporte trois étapes.
À Port-la-Forêt, port de plaisance de la commune de La Forêt-Fouesnant, son frère, Hubert Desjoyeaux, a créé avec son ami Jean Le Cam et l'architecte Marc Van Peteghem, dans les bâtiments d’Henri Desjoyeaux un chantier de construction navale (CDK) qui se spécialise dans la conception et la construction des formules 40 et autres multicoques. Michel Desjoyeaux s'intéresse de près au développement et à la conception de ces nouveaux multicoques, se formant aux nouvelles technologies et à l'utilisation des matériaux composites,. Plus tard, il déclarera : « Je suis venu à la compétition par la technologie. À force de bricoler des trucs, tu as envie de savoir si c'est efficace ou non. La comparaison n'est efficace qu'en compétition, car c'est là que les gens donnent le meilleur d'eux-mêmes. ». Il participe au circuit des trimarans de 40 pieds où il assure régulièrement la fonction de tacticien. En 1987, avec Roland Jourdain, il est 3e du championnat du Monde des Formule 40 à bord de CDK Competition. En 1989, il gagne les Grands Prix de Porto Fino et de Morges, sur Biscuits Cantreau. Cette année marque un tournant dans sa carrière. Grâce à un bateau prêté par le navigateur Jimmy Pahun, il peut participer à la Sélection Skipper Elf. Vainqueur de cette course, Michel Desjoyeaux se voit attribuer automatiquement un voilier et un budget pour participer à la Solitaire du Figaro.

### Solitaire du Figaro et courses transatlantiques dans les années 1990
En 1990, un centre d'entraînement voit le jour à Port-la-Forêt : Finistère Course au Large. Il reçoit le soutien du Conseil général du Finistère, de la Direction départementale de la Jeunesse et des sports, de Nautisme en Finistère et de la Fédération française de voile. En son sein, Jean Le Cam, Roland Jourdain et Michel Desjoyeaux préparent ensemble la Solitaire du Figaro. Dès sa première participation, en 1990, Desjoyeaux prend la 4e place.
Il se lance également dans ses premières courses transatlantiques. En 1990, il gagne, avec Jean Maurel, la Twostar, course transatlantique en double, sur le multicoque Elf Aquitaine III. En 1991, il réussit à racheter un plan Fauroux de 1988 lui permettant de prendre le départ de la Mini Transat. Il innove en fixant un bout-dehors orientable sur le nez de ce Mini 6.50. Il est aussi le premier à installer une quille pendulaire sous la coque, principe imaginé par l'architecte naval Pascal Concq, et dont l'usage se répand plus tard sur les monocoques,,. Il remporte la 2e étape de cette Mini Transat.
Pour sa deuxième participation à la Solitaire du Figaro, en 1991, il termine 2e. L'année suivante, dans la même compétition, il est bien placé après les deux premières étapes et semble s'en contenter. Son épouse et Christian Le Pape, responsable du centre d'entraînement de Port-La-Forêt, l'invitent alors à se remettre en question et à faire preuve de plus d'ambition. Ces discussions constituent de son propre aveu un déclic dans sa façon d'aborder la compétition,. Quelques jours plus tard, il remporte la Solitaire du Figaro 1992, devant Jean Le Cam, au terme d'une course très serrée. La même année il gagne, avec Jacques Caraës, la Transat AG2R qui voit pour la première fois des Figaro traverser l'Atlantique,.
En 1993, il repart pour une nouvelle Whitbread, en tant que chef de quart sur le maxi ketch La Poste. L'année suivante, il termine premier du Trophée des Multicoques, à bord de Fujicolor,. En 1998, il signe sa deuxième victoire dans la Solitaire du Figaro, en remportant deux étapes sur quatre.

### Premier du Vendée Globe en 2001
En novembre 2000, il prend pour la première fois le départ du Vendée Globe sur son bateau PRB. Il fait la course en tête, à la lutte avec Yves Parlier, qui doit renoncer à un bon classement pour avoir démâté. Dans la traversée du Grand Sud, il est menacé par Roland Jourdain. À mi-parcours, il casse le démarreur électrique du moteur, qui alimente en électricité tous les systèmes de routage et de communication à bord. Il fabrique alors un système de poulie permettant d'utiliser l'énergie éolienne de la grande voile et de la communiquer au moteur pour le faire démarrer dès que nécessaire. Le dix janvier, comme l'ont fait les anciens vainqueurs, Michel Desjoyeaux arrive en tête au Cap Horn. Il a 602 milles d'avance sur Ellen MacArthur et son bateau Kingfisher.
Mais la remontée finale de l'Atlantique se révèle plus difficile que prévu pour Desjoyeaux. Il perd son avantage en raison d'un anticyclone qui le ralentit et du bris du rail de grand-voile au niveau du premier ris. Le 16 janvier, il parvient à effectuer une réparation de fortune mais son allure reste faible. Il reste englué dans l'Anticyclone de Sainte-Hélène et voit Kingfisher se rapprocher de jour en jour. Le 24 janvier, quand le vent redevient enfin favorable, Ellen Mac Arthur n’est plus qu’à 72 milles. Le 29 janvier, Kingfisher prend provisoirement la première place avant de la céder rapidement à PRB. Kingfisher est ensuite percuté par un objet flottant non identifié. Une dérive du voilier est cassée et le safran est abîmé. Michel Desjoyeaux ne sera plus rejoint.
Le 10 février, il termine premier aux Sables-d'Olonne, devant 200 000 spectateurs, avec une journée d'écart sur Ellen Mac Arthur. Son tour du monde a duré 93 jours et 4 heures. Il bat ainsi le record de Christophe Auguin, réalisé lors de l'édition précédente.

### 2002-2006, les années multicoque avec Géant

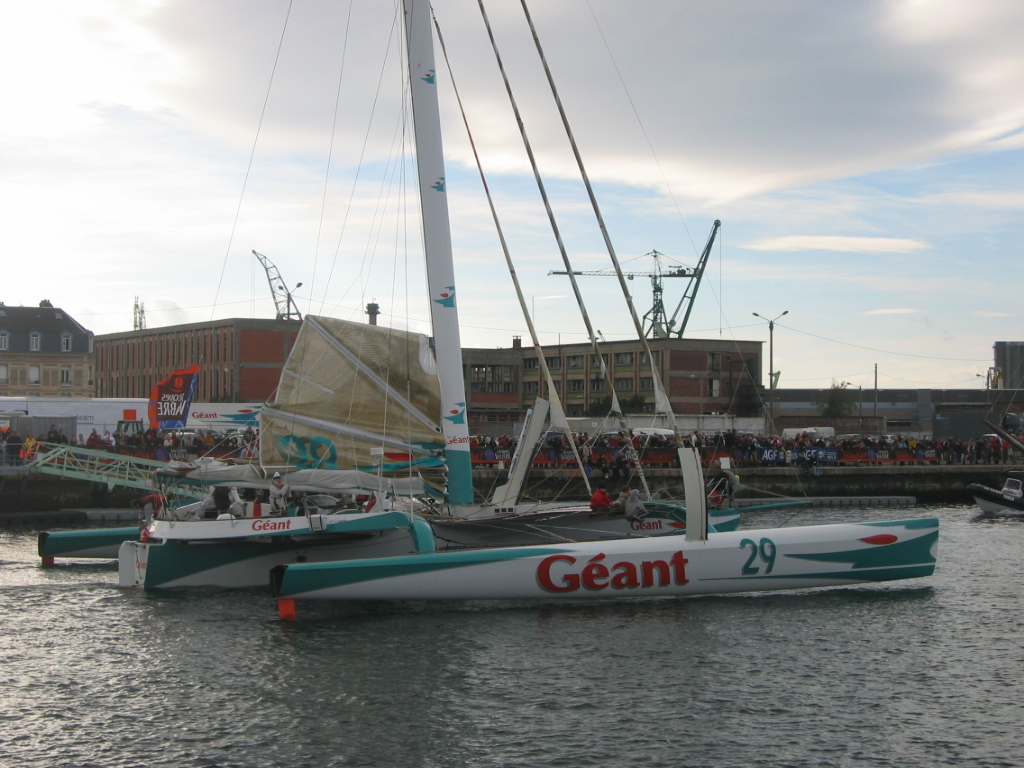
Géant, le multicoque de Michel Desjoyeaux, le jour du départ de la Transat Jacques Vabre, Le Havre, 6 novembre 2005.

En septembre 2001, Desjoyeaux signe un contrat de partenariat de cinq ans avec les hypermarchés Géant avec à la clé la construction d'un trimaran de 60 pieds.

#### Victoire sur la Route du Rhum 2002
À la barre de ce nouveau multicoque, il participe pour la première fois, en novembre 2002, à la Route du Rhum. Cette édition est marquée par des conditions climatiques difficiles ; les concurrents sont exposés à plusieurs dépressions violentes, avec des rafales comprises entre 30 et 75 nœuds. Quinze des dix-huit multicoques sont contraints d'abandonner. Michel Desjoyeaux reste en course, au prix de trois escales techniques. Les monocoques 60 pieds IMOCA sont partis avec 24 heures d'avance, et arrivent en premier à Pointe-à-Pitre, Ellen Mac Arthur en tête. Moins de 24 heures après, Michel Desjoyeaux termine premier dans la catégorie des multicoques, devant les deux autres rescapés, Marc Guillemot (Biscuits La Trinitaine) et Lalou Roucayrol (Banque Populaire). Il réalise cette traversée en 13 jours 7 heures et 53 minutes, soit un temps plus élevé que le vainqueur de l'édition précédente,.

#### Victoire dans la Transat anglaise
Le 31 mai 2004, toujours sur Géant, il prend le départ, en catégorie Multicoques, d'une autre grande course transatlantique en solitaire : la Transat anglaise. Il passe en tête au phare d’Eddystone puis est à la lutte avec Thomas Coville, sur Sobedo. Le 7 juin, à 433 milles de Boston, il est toujours premier avec 49 milles d'avance sur Sobedo. Il franchit la ligne d'arrivée le 8 juin, devançant Thomas Coville et Frank Cammas. Michel Desjoyeaux établit ainsi un nouveau record  de l'épreuve avec 8 jours 8 heures 29 minutes et 55 secondes de course. Plus tard, il déclarera : « Ma victoire dans The Transat constitue l'une de mes plus belles courses. Peut-être aussi parce qu'il s'agit d'une transatlantique plus dure : quand tu files à 30 nœuds en plein brouillard avec une eau à 5°, c'est quand même plus dur que les Alizés. »
Il réalise ainsi un triplé inédit, en remportant successivement trois des plus grandes courses au large : le Vendée Globe, la Route du Rhum et la Transat anglaise,.

#### Places d'honneur
Pendant cette période, il termine aussi plusieurs fois à des places d'honneur. En 2003 et 2004, il est 2e du Championnat Orma des multicoques, derrière Frank Cammas. Ses participations à la Transat Jacques Vabre se traduisent par des 3e place, en 2003 et 2005.
En 2006, Desjoyeaux termine son parcours avec Géant là où il l'avait commencé, avec une nouvelle participation à la Route du Rhum. Contrairement à l'édition précédente, les conditions météo sont excellentes et l'essentiel de la transat se résume à une course de vitesse entre les multicoques. À ce jeu, c'est Lionel Lemonchois qui l'emporte en pulvérisant le record de l'épreuve. Michel Desjoyeaux se classe 4e après avoir subi une avarie dans les derniers jours,. « Le secret de la victoire de Lionel c'est d'ailleurs, je pense, d'avoir accepté d'aller vite tout le temps. (...) Sur cette Route du Rhum, je n'ai pas réagi à temps à l'accélération de mes concurrents et surtout de Lionel et après c'était trop tard. ».

#### Bilan de ces années en multicoque
Outre ces deux succès dans la Route du Rhum et dans la Transat anglaise, Michel Desjoyeaux tire un bilan positif de la fiabilité de son trimaran Géant Casino. Il a pris part à 12 Grands Prix de la classe Orma, quatre transatlantiques et trois courses hauturières en Europe, terminant chacune de ces épreuves. Par contre, il reconnaît n'avoir pas été très brillant en équipage. Il n'a, en effet, pas obtenu une seule victoire en grand prix. Michel Desjoyeaux revient aussi sur la rapidité de l'évolution technologique dans le monde de la voile : « Il s'agit d'un sport mécanique en pleine évolution et pour ne pas être décroché, il faut savoir faire évoluer le bateau. Comme les moyens ne sont pas illimités, tu ne peux pas concrétiser toutes tes idées donc tu fais des choix. Parfois ils sont bons, parfois moins. Dans les réussites de Géant, il y a le concept général du bateau je l'ai dit, par contre je n'ai pas réussi à faire ce que je voulais avec le système à deux safrans. C'est le côté empirique de la méthode Desjoyeaux. »

### De 2007 à 2009, succès en monocoque

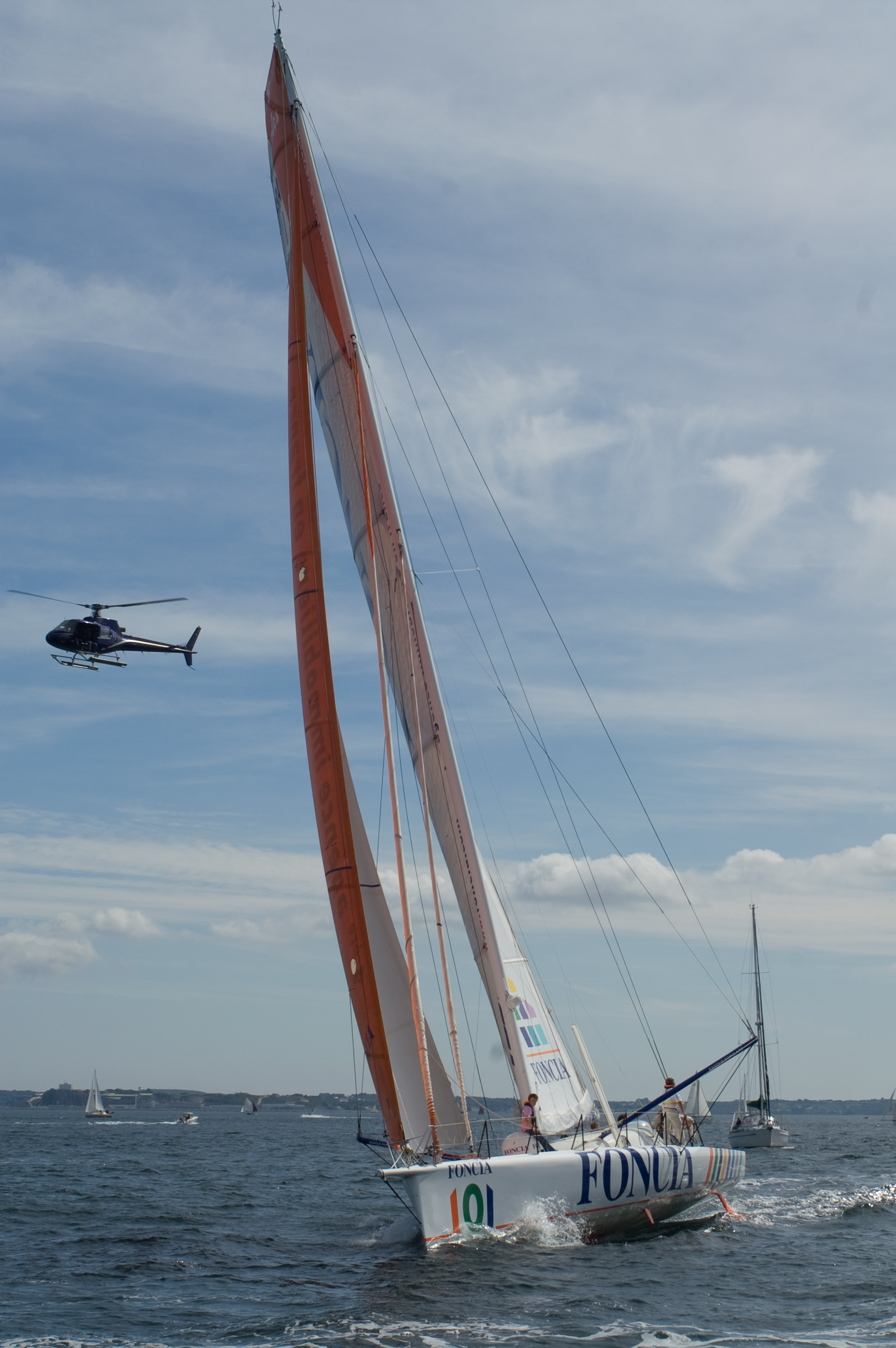
Foncia à Brest en juillet 2008.

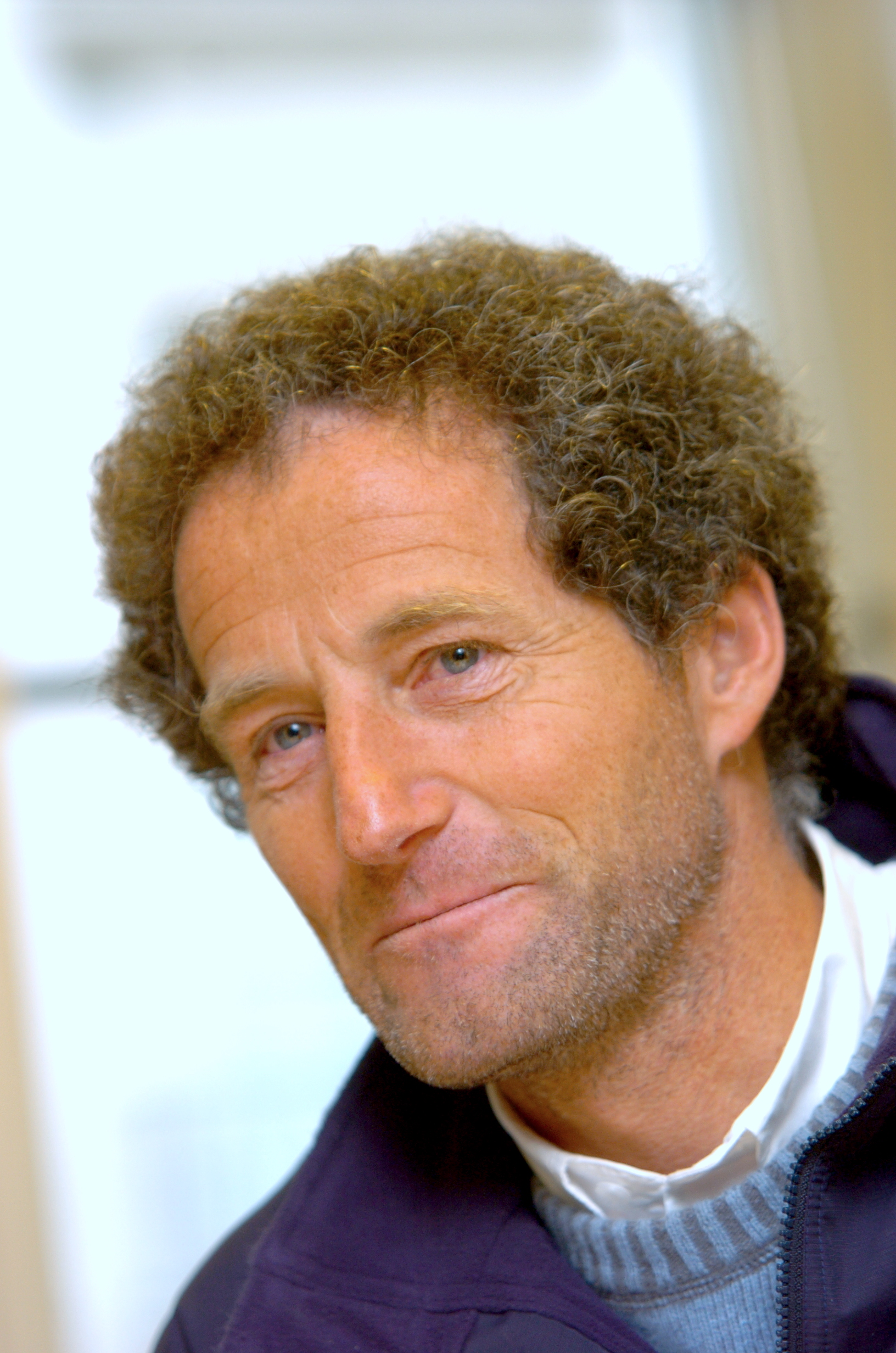
Michel Desjoyeaux, le 05 février 2009 à Paris.

En 2007, Michel Desjoyeaux se consacre à nouveau aux monocoques. « Je vais faire le Vendée Globe parce que la prochaine édition va être sportivement passionnante mais après, je souhaite revenir au multi. » Il engage un partenariat avec Foncia et construit un nouveau voilier avec le cabinet d’architecte Farr Yacht Design et l'équipe de CDK Technologies.

#### Plusieurs victoires en 2007
Pour la première sortie sur ce bateau, en 2007, il bat le Record SNSM (Saint-Nazaire - Saint-Malo) en 1 jour 3 h 12 min (record battu depuis). La même année, il remporte, pour la troisième fois, la Solitaire du Figaro avec une victoire d'étape. En novembre, il gagne pour la première fois la Transat Jacques Vabre, avec Emmanuel Le Borgne, en Classe Monocoque 60, en se passant de l'assistance météo extérieure : « Je voulais la faire sans routage, alors que celui-ci était autorisé ». Cette victoire le rassure quant au potentiel de Foncia en vue du Vendée Globe qui débutera un an plus tard. Fin 2007, il obtient, pour la deuxième fois, le prix de Marin de l'année (FFV).

#### Abandon dans la Transat anglaise
En mai 2008, il est au départ de la Transat Anglaise (Artemis Transat), qui se court cette année en monocoque uniquement. Mais au bout de quelques jours de courses, Foncia percute un cétacé. Le choc provoque une avarie de la dérive au niveau de la coque et Michel Desjoyeaux décide de ramener son bateau en France pour le réparer : « (...) il restait plus de la moitié du parcours à faire. C’est la première fois que j’abandonne une course au large ! ».

#### Deuxième victoire au Vendée Globe
Huit ans après sa victoire, il participe au Vendée Globe 2008-2009, sur son bateau Foncia. Le départ est donné le 9 novembre. Il est obligé de faire demi-tour au bout de 200 milles de course en raison d'une panne électrique du moteur. Ce dernier est nécessaire à l'alimentation des différents systèmes informatiques et électroniques du bateau (pilotes automatiques, logiciels de routage, radars, désalinisateur). Après réparation aux Sables d'Olonne, Il repart avec 40 heures de retard sur ses concurrents,. Au bout de neuf jours de course, il a 670 milles de retard sur le premier. Il effectue ensuite une remontée régulière au classement, en maintenant un rythme élevé et en profitant de conditions météorologiques plus clémentes pour les retardataires, en particulier un décalage de l'anticyclone de Saint-Hélène vers l'est qui lui permet de reprendre beaucoup de terrain en Atlantique-sud. Le 12 décembre, au 33e jour de course, il est deuxième, à 39 milles de Jean-Pierre Dick. Il passe en tête de la flotte le 16 décembre 2008. Le 1er février 2009, il signe le premier doublé jamais réalisé dans cette course. Il bat également le record jusqu'alors détenu par Vincent Riou (vainqueur en 2004-2005) en accomplissant le tour du monde en 84 jours 3 h 9 min.

#### L'Istanbul Europa Race en équipage
En 2009, en Décision 35, avec le team Foncia, il gagne le Bol d'or Mirabaud 2009 sur le lac Léman. Alain Gautier est à la barre, Michel Desjoyeaux étant le tacticien,. La même année, il remporte, toujours sur Foncia, la première édition de l'Istanbul Europa Race, course en équipage autour des côtes européennes,.

### 2010-2011, nouvel IMOCAFoncia

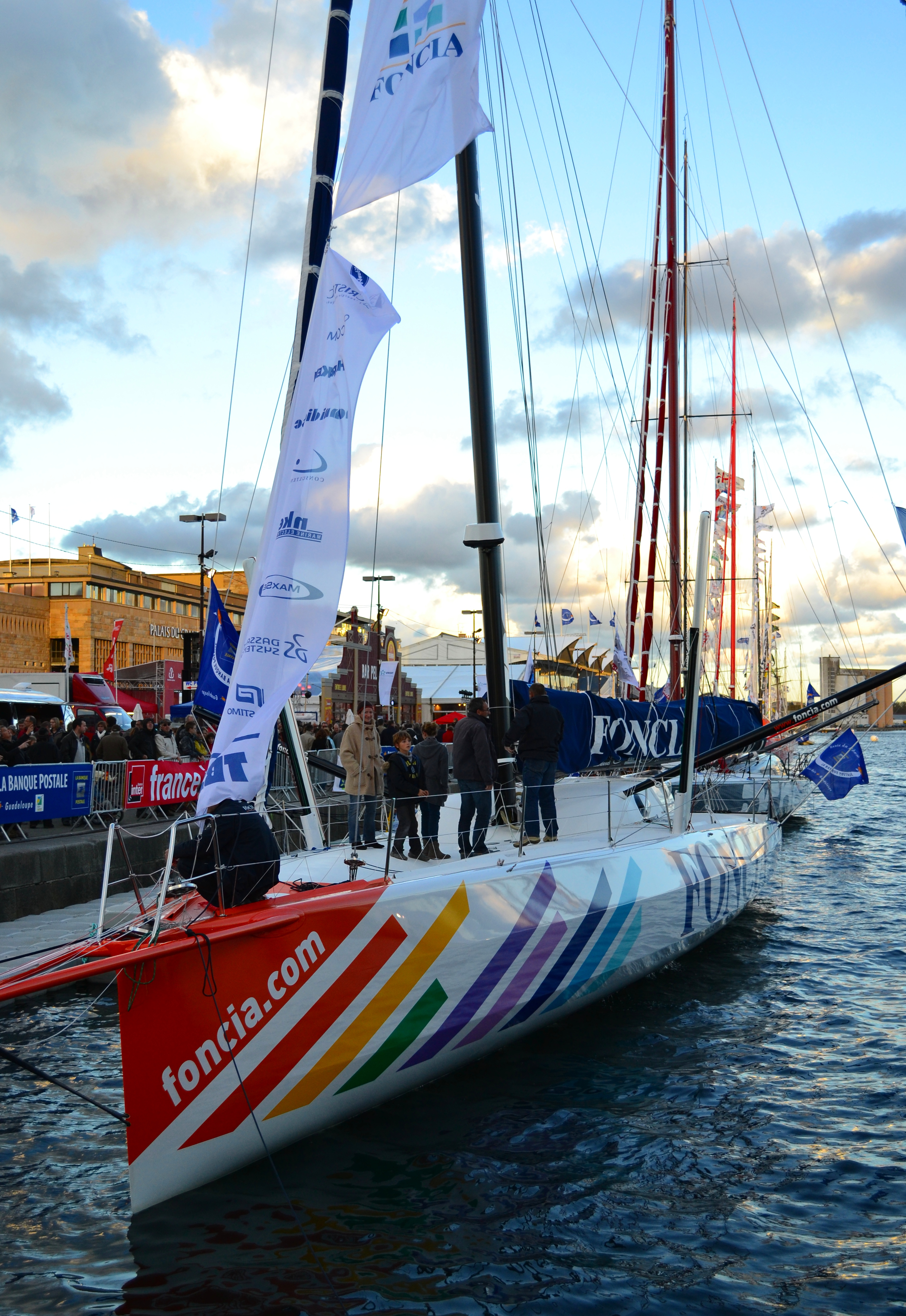
Foncia 2, le nouveau monocoque de Michel Desjoyeaux, le 24 octobre 2010.

En 2010, le double vainqueur du Vendée Globe vend Foncia aux Espagnols Xabier Fernandez et Iker Martinez. Il fait construire un nouveau monocoque, toujours parrainé par Foncia, et dessiné par Guillaume Verdier et le cabinet VPLP. Son intention est de participer à la Route du Rhum 2010 et à la Barcelona World Race 2010-2011 puis de revendre ce bateau pour financer la fabrication d'un multicoque monotype de 70 pieds.
Après un chantier de 6 mois, Foncia 2 est mis à l'eau le 20 septembre. Par rapport à son prédécesseur, il est plus léger d'une tonne, avec un cockpit plus étroit et une carène élargie à l'avant pour favoriser la vitesse. Il présente un système de safrans amovibles, pouvant être remplacés en cas d'avarie. Si le chantier a été mené tambour battant, le skipper est confiant dans sa capacité à prendre la mer : « Je pense que de mes quatre bateaux, c'est celui que je connaîtrai le mieux. Connaître le bateau à fond a toujours été mon leitmotiv : plus tu sais comment c'est fait, mieux tu sais t'en servir. À plus forte raison quand le délai de découverte en milieu marin est court,, ».

#### La Route du Rhum 2010
Le 31 octobre 2010, après un mois d'essais en mer, il participe à la Route du Rhum 2010 en classe Imoca (monocoques de 60 pieds). Il fait le choix, peu payant, d'une route plus au sud pour contourner l'anticyclone des Açores. Il termine 6e, derrière les concurrents ayant navigué plus au nord. S'il reconnaît avoir fait un mauvais choix de route, Desjoyeaux est cependant satisfait de n'avoir eu aucun problème technique sur son nouveau voilier en 15 jours de navigation. « J'ai été tout de suite à l'aise avec le bateau, il ne m'a posé aucun problème, c'est le bonhomme qui n'a pas été bon ».

#### Avarie lors de la Barcelona World Race
Il prend ensuite le départ, le 31 décembre 2010, de la Barcelona World Race 2010-2011, avec François Gabart comme équipier. Ils abandonnent le 26 janvier, en raison du bris de la tête de mât, alors qu'ils étaient en 2e position,. Cette avarie peut s'expliquer par la nouveauté du bateau, qui n'était peut-être pas prêt pour des conditions de course aussi exigeantes qu'un tour du monde en double. Le jour de l'abandon, Desjoyeaux accuse le coup : « avec François, on formait une bonne équipe et ça s’enchaînait bien. On avait plaisir à naviguer. Devoir s’arrêter comme ça (...), forcément ça atteint. Il se trouve qu’en plus j’ai passé énormément de temps, j’ai engagé énormément d’énergie sur ce bateau, alors arrêter une course dans de telles conditions ne peut pas être satisfaisant. Je l’ai vécu difficilement ». C'est la première fois que Michel Desjoyeaux voit son mât se briser dans une course au grand large,,. « Actuellement je n'ai pas d’explication. Quand on fabrique un bateau, ce n’est pas pour le casser. ». Des analyses sont faites pour comprendre le motif de cette avarie et y remédier pour les prochaines courses. Après une remise en état et une révision complète, Foncia est vendu au Team Banque populaire et mis à disposition d'Armel Le Cléac’h en vue du Vendée Globe 2012,,.
De mai à septembre 2011, il dispute pour la première fois le circuit de Décision 35. Avec trois victoires et plusieurs places sur le podium, il remporte, le 25 septembre, cette édition du Vulcain Trophy,.

### 2012, retour sur le circuit des multicoques
Dès 2011, Michel Desjoyeaux prépare son retour en multicoques, sur le tout nouveau circuit MOD70, des trimarans monotype de 70 pieds,,,.
En revanche, il n'envisage pas de participer aux deux prochaines éditions du Vendée Globe : « J’en ai déjà couru deux avec succès. C’est un investissement énorme et comme j’ai envie de retourner vers le multicoque, il fallait choisir ».
En mai 2012, il remporte l'ArMen race, 2e édition de cette course en équipage, sur son trimaran océanique MOD 70 Foncia. Avec celui-ci, il participe au nouveau circuit des multicoques monotypes et termine, début juillet, 3e de la première épreuve, la Krys Ocean Race. Le 16 août, pour sa première tentative dans cette course, il gagne l'Artemis Challenge (Tour de l'île de Wight) en équipage, battant de douze minutes le temps de référence établi onze ans plus tôt par Steve Fossett. Le lendemain, la société Foncia annonce la fin de leur collaboration pour fin 2012, en raison d'une modification de sa politique de communication.
Début juin 2019, il prend le départ de la Solitaire du Figaro.

## Palmarès

### Principales victoires
- Vainqueur de la première Transat AG2R en 1992, avec Jacques Caraës
- Vainqueur de la Solitaire du Figaro en 1992, 1998 et en 2007
- Double vainqueur du Vendée Globe : en 2000-2001 à bord de PRB et en 2008-2009 à bord de Foncia
- Vainqueur de la Route du Rhum en 2002 sur Géant
- Vainqueur de la Transat anglaise en 2004 encore avec Géant
- Vainqueur de la Transat Jacques Vabre en 2007, avec Emmanuel Le Borgne, Classe Monocoque 60.
- Vainqueur du Record SNSM sur le monocoque 60 pieds IMOCA Foncia en 1 j 3 h 12 min 59 s, en juin 2007
- Vainqueur de la Istanbul Europa Race en 2009 (avec Jérémie Beyou, Marc Liardet, Gildas Mahé et Julien Marcelet)
- Vainqueur du Bol d'Or Mirabaud en 2009 (avec Alain Gautier)

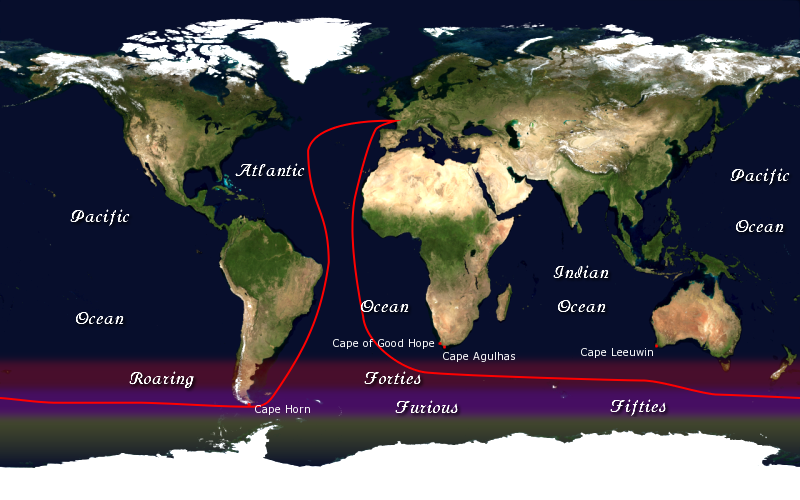
Double vainqueur du Vendée Globe

### Palmarès
Solitaire du Figaro, 13 participations entre 1990 et 2019
- 4e et 1er bizuth[Quoi ?] en 1990
- 2e en 1991
- 1er en 1992
- 12e en 1995
- 2e en 1996
- 5e en 1997
- 1er en 1998
- 3e en 2003
- 2e en 2005
- 1er en 2007
- 5e en 2009
- 7e en 2013
- 12e en 2019[80]

Autres
- Twostar 1990 (en double, avec Jean Maurel) : 1er
- Transat AG2R 1992 (en double, avec Jacques Caraes) : 1er
- Trophée des Multicoques 1994 : 1er
- Transat AG2R 1996 : 4e
- Solo Méditerranée 1998 : 1er
- Vendée Globe 2000/2001 : 1er
- Trophée Clairefontaine 2001, 2003, 2004 et 2007 : 1er
- Championnat ORMA 2001 : 3e
- Transat Jacques Vabre 2001 : 5e
- Route du Rhum 2002 : 1er sur multicoque
- Challenge Mondial Assistance 2003 : 4e
- Championnat ORMA 2003 : 2e
- Transat Jacques Vabre 2003 : 4e
- Transat anglaise 2004 : 1er
- Transat Québec-Saint-Malo 2004 : 3e
- Grand Prix de la Trinité sur mer 2004 : 3e
- IB Group Challenge 2005 : 2e
- Transat Jacques Vabre 2005 : 3e
- Course Londres / Alpes-Maritimes 2006 : 3e
- Grand Prix de Marseille 2006 : 2e
- Grand Prix de Trapani 2006 : 2e
- Route du Rhum 2006 : 4e sur multicoque
- Transat Jacques Vabre 2007 (en double, avec Emmanuel Le Borgne) : 1er en classe monocoque 60
- Vendée Globe 2008/2009 : 1er
- Bol d'Or Mirabaud 2009 : 1er (avec Alain Gautier)
- Istanbul Europa Race 2009 : 1er avec Jérémie Beyou, Marc Liardet, Gildas Mahé et Julien Marcelet
- Route du Rhum 2010 : 6e en Classe Imoca.
- Vulcain Trophy, circuit 2011 des Décision 35 : 1er.
- ArMen Race 2012 : 1er sur le trimaran MOD70 Foncia
- Krys Ocean Race 2012 : 3e sur le trimaran MOD70 Foncia
- Tour de l'île de Wight (Artemis Challenge) : 1er sur le trimaran MOD70 Foncia, record officieux du tour de l'île en 2 heures 21 minutes et 25 secondes[77].

## Distinctions
- Michel Desjoyeaux a obtenu le prix de Marin de l'année (FFV) en 2001, 2007 et 2009.
- Chevalier de la Légion d'honneur (décret du 13 juillet 2005)[81].
- Officier de l'ordre du Mérite maritime (2023, chevalier depuis 2008)[82].
- En 2009, il reçoit le Prix de l'Excellence française.

## Publications
- Michel Desjoyeaux, Régine Bornens, Éric Coquerel, Michel Desjoyeaux, L'Enfant de la vallée des fous, Paris, Gallimard, 2001, 144 p. (ISBN 978-2-7424-0864-1)
- Michel Desjoyeaux, Coureur des océans, Éditions Odile Jacob [détail des éditions]
- Michel Desjoyeaux, Vues de mer, Paris, Éditions Odile Jacob, 2009, 175 p. (ISBN 978-2-7381-2355-8)

## Activités à la radio
- Michel Desjoyeaux rejoint RMC le 31 octobre 2016, contribuant ainsi au dispositif pour suivre en direct le départ du Vendée Globe le 6 novembre 2016[83].

## Filmographie

### Documentaires
- Un Vendée Globe signé Desjoyeaux de Christian Deleau, commentaires Christophe Duchiron, couleur, 52 min, Production Mer agitée - Nefertiti, mars 2009 -  toutes les images tournées par Michel pendant la course, avec les commentaires de ses principaux concurrents : Loïck Peyron, Armel Le Cléac'h, Roland Jourdain , etc. + un bonus de 26 min sur les Années Multicoques.
- Michel Desjoyeaux, Journal d'un Vendée Globe de François Gauducheau, mars 2009, couleur, 52 min : Un mois après son arrivée victorieuse aux Sables d'Olonne, le skipper commente sa course face aux images qu'il a réalisées à bord avec une caméra embarquée.
- Michel Desjoyeaux, navigateur solitaire de François Gauducheau, 2008, couleur, 52 min : Un portrait du marin sur la préparation du Vendée Globe.
- Les Marins de la vallée des fous d'Yves Legrain Crist, Kanari Films, 2011

### Fiction
- La Vallée des fous de Xavier Beauvois, 2024, dans lequel Desjoyeaux joue son propre rôle